# Mkdir
Příkaz mkdir v operačních systémech Unix, DOS, OS/2 a Microsoft Windows slouží k vytvoření adresáře.
V systémech DOS a Windows je často tento příkaz zkrácený na md.

## Zápis
```
mkdir nazev_adresare
```

V systémech na bázi Unixu můžeme použít rozšiřující volby, nejčastější jsou tyto:
- -p : vytvoří více podadresářů najednou. V případě, že adresář již existuje, ignoruje chybu.
- -v : zobrazí každý adresář, který byl pomocí příkazu mkdir vytvořen. Nejčastěji se užívá v kombinaci s -p.
- -m : nastaví přístupová práva (podobně jako příkaz chmod)

Pro vytvoření adresáře a jeho podadresáře pomocí jednoho příkazu je možné použít:
```
mkdir /home/adresar/podadresar
```

Tímto příkazem vytvoříme obě složky v domovském adresáři.
Jestliže chceme vytvořit celou podadresářovou strukturu, například slozky/slozka_1/slozka_2/slozka_3/slozka_4, můžeme toto zajistit parametrem -p:
```
mkdir -p slozky/slozka_1/slozka_2/slozka_3/slozka_4
```

## Historie
V prvních verzích Unixu (4.1BSD a prvních verzích Systému V) musel být tento příkaz zadáván se zvýšenými právy (setuid) systémového administrátora, protože kernel v těchto verzích neměl systémové volání mkdir().
Druhou možností bylo vytvoření adresáře pomocí mknod() a následující manuální spojení s adresáři „.“ a „..“.